# Mozilla Firefox 2
Mozilla Firefox 2 è la seconda versione del browser Mozilla Firefox. È stato pubblicato il 23 ottobre 2006 ed è stato mantenuto da Mozilla con aggiornamenti di sicurezza fino a dicembre 2008. Ultima versione installabile su Windows NT 4.0, 98 e ME.

## Versioni

### Versioni preliminari
Lo sviluppo di Firefox 2 (nome in codice Bon Echo, poi rinominato Mozilla Firefox a partire dalla versione Beta 1) inizia nel marzo 2006, con il rilascio della prima versione Alpha 1 (2.0a1). La roadmap di questa nuova release (basato sul motore grafico Gecko 1.8.1) ha subito vari cambiamenti in corso d'opera. Le versioni di test sono state rese pubbliche con la seguente cronologia:
- Bon Echo Alpha 1 (2.0a1) - 21 marzo 2006
- Bon Echo Alpha 2 (2.0a2) - 12 maggio 2006
- Bon Echo Alpha 3 (2.0a3) - 27 maggio 2006
- Mozilla Firefox Beta 1 (2.0b1) - 12 luglio 2006 (Feature complete e localizzazioni l10n)
- Mozilla Firefox Beta 2 (2.0b2) - 31 agosto 2006
- Mozilla Firefox (2.0RC1) - 26 settembre 2006
- Mozilla Firefox (2.0RC2) - 6 ottobre 2006
- Mozilla Firefox (2.0RC3) - 17 ottobre 2006

### Versioni finali
La versione finale è stata pubblicata il 23 ottobre 2006, una settimana dopo il lancio di Windows Internet Explorer 7, il nuovo browser della Microsoft (principale concorrente), avvenuto il 18 ottobre e conta, sul sito ufficiale, più di 579 milioni di download. In seguito sono stati distribuiti diversi aggiornamenti tutti contenenti principalmente correzioni in fatto di sicurezza e stabilità.
- Mozilla Firefox (2.0) - 23 ottobre 2006
- Mozilla Firefox (2.0.0.1) - 19 dicembre 2006
- Mozilla Firefox (2.0.0.2) - 23 febbraio 2007
- Mozilla Firefox (2.0.0.3) - 20 marzo 2007
- Mozilla Firefox (2.0.0.4) - 30 maggio 2007
- Mozilla Firefox (2.0.0.5) - 17 luglio 2007
- Mozilla Firefox (2.0.0.6) - 30 luglio 2007
- Mozilla Firefox (2.0.0.7) - 18 settembre 2007
- Mozilla Firefox (2.0.0.8) - 18 ottobre 2007
- Mozilla Firefox (2.0.0.9) - 1º novembre 2007
- Mozilla Firefox (2.0.0.10) - 26 novembre 2007
- Mozilla Firefox (2.0.0.11) - 30 novembre 2007
- Mozilla Firefox (2.0.0.12) - 7 febbraio 2008
- Mozilla Firefox (2.0.0.13) - 25 marzo 2008
- Mozilla Firefox (2.0.0.14) - 16 aprile 2008
- Mozilla Firefox (2.0.0.15) - 1º luglio 2008
- Mozilla Firefox (2.0.0.16) - 15 luglio 2008
- Mozilla Firefox (2.0.0.17) - 23 settembre 2008
- Mozilla Firefox (2.0.0.18) - 13 ottobre 2008
- Mozilla Firefox (2.0.0.19) - 16 dicembre 2008
- Mozilla Firefox (2.0.0.20) - 18 dicembre 2008

Dopo la versione 2.0.0.20 Mozilla ha annunciato che non verranno rilasciati ulteriori aggiornamenti per Firefox 2.0.